# Герберт Мюллер (хокеїст на траві)
Герберт Мюллер (нім. Herbert Müller, 2 серпня 1904 — 9 грудня 1966) — німецький хокеїст на траві.
Бронзовий призер Олімпійських Ігор 1928 року.